# Humtrup
Humtrup (dansk) eller Humptrup (tysk) er en landsby og kommune beliggende syd for den dansk-tyske grænse på skellet mellem den syd-slesvigske gest (Midtsletten) og marsklandet mod vest. Administrativt hører kommunen under Nordfrislands kreds i den nordtyske delstat Slesvig-Holsten. Kommunen samarbejder på administrativt plan med andre kommuner i omegnen i Sydtønder kommunefællesskab (Amt Südtondern). Landsbyen er sogneby i Humtrup Sogn. Sognet lå i Kær Herred (Tønder Amt, Sønderjylland), da området tilhørte Danmark.

## Geografi
Den sydslesvigske kommune består af følgende bebyggelser: Flydsholm (tysk Flützholm), Gudskog (en del, Gotteskoog), Grelsbøl (Grellsbüll), Hasbjerg (Haasberg), Hattersbølhallig (en del, Hattersbüllhallig), Humtrup (Humptrup), Humtrupmark, Kralebøl (Krahelbüll), Kragebøl el. Krakebøl (Krakebüll) og Sønder Dyrhus (Süderdürhus, sml. Dyrhus i Møgeltønder Sogn). Kommunen er geografisk delt, idet en del af kommunen (Hasbjerg) ligger som ekslave ved den dansk-tyske grænse.
Marsken i kommunens vestlige og nordvestlige del hører til Kær Herreds gammel Gudskog med den lille Hasbjerg Sø. Sønderå danner på en strækning den nuværende dansk-tyske grænse og skiller Humtrup kommune og sogn mod nord fra Udbjerg Sogn.

## Historie
Humtrup er første gang nævnt 1462. Forleddet er gengivelse af et tilnavn Humpi, der også indgår i det skånske landsbynavn Homparp (Homperup). Tilnavnet må være dannet til verbet humpe (≈gå dårligt og besværligt). Efterleddet er -torp.
Den tidligere danske børnehave og skole (Bavnehøj-Skolen) blev i 2019 flyttet til nabobyen Vimmersbøl.
- Humtrup Kirke